# Eduardo Pérez Reyes
Eduardo Pérez (28 de abril de 1993 en Culiacán, Sinaloa) es un futbolista mexicano. Actualmente juega en el Club Jaiba Brava de la Liga de Expansión MX y se desempeña como delantero.

## Trayectoria deportiva

### Trayectoria
Forjado en la cantera de los Estudiantes Tecos desde 2010 siguiendo el proceso de Fuerzas Básicas en la Tercera División, Segunda División, Sub-17 y Sub-20.
Para el torneo Apertura 2012 fue adquirido por el Club Puebla como refuerzo para su equipo Sub-20. En el Apertura 2013 se proclamó campeón de goleo con el Puebla en la categoría Sub-20 anotando 10 goles en 13 partidos de temporada regular.
Fue precisamente en el Apertura 2013 cuando debutó con el Primer Equipo del Puebla en Copa MX el miércoles 7 de agosto en el Estadio Altamira, donde Puebla cayó 2-0 y entró de cambio al minuto 76, ese torneo disputó 201 minutos en 5 partidos.
Eduardo continuó su proceso de fuerzas básicas viendo mucha actividad con el conjunto poblano en la Copa MX, hasta que José Luis Sánchez Solá decidió darle la oportunidad de debutar el 22 de noviembre de 2014 en la Jornada 17 del Apertura 2014 ante Santos. Pérez Reyes jugó 19 minutos en el empate a 3 goles.
En el Clausura 2015 fue relegado por el estratega José Guadalupe Cruz al plantel Sub-20, haciendo 7 goles en 14 encuentros disputados, además de haber participado en 6 partidos de la Copa MX donde Puebla quedó campeón.
Con la llegada de Pablo Marini al Puebla para el Apertura 2015, Eduardo Pérez no tuvo cabida en el equipo poblano, por lo que fue cedido a préstamo por 6 meses a Lobos BUAP, conjunto del Ascenso Bancomer MX.
Es prestado para disputar el torneo apertura 2017 de la Liga de Ascenso de México a Cafetaleros de Tapachula

## Clubes
| Club                       | País                | Año             | Partidos | Goles | Media |
| -------------------------- | ------------------- | --------------- | -------- | ----- | ----- |
| Tecos FC                   | México              | 2011 - 2012     | 3        | 1     | 0.33  |
| Club Puebla                | México              | 2012 - 2015     | 19       | 1     | 0.05  |
| Lobos de la BUAP           | México              | 2015            | 19       | 4     | 0.21  |
| Club Puebla                | México              | 2016 - 2017     | 26       | 1     | 0.04  |
| Cafetaleros de Tapachula   | México              | 2017 - 2018     | 36       | 10    | 0.28  |
| Tampico Madero FC          | México              | 2019            | 11       | 3     | 0.27  |
| FC Juárez                  | México              | 2019 - 2020     | 3        | 1     | 0.27  |
| Atlético Morelia           | México              | 2020 - 2021     | 33       | 11    | 0.33  |
| Tampico Madero Fútbol Club | México              | 2021 - 2022     | 28       | 10    | 0.36  |
| Club Santos Laguna         | México              | 2022 - Presente | 2        | 0     | 0.00  |
| Total en su carrera        | Total en su carrera | 2011 - Presente | 180      | 42    | 0.23  |

 Actualizado el 10 de agosto de 2019.

## Palmarés

### Títulos nacionales
| Título                  | Club        | País   | Año  |
| ----------------------- | ----------- | ------ | ---- |
| Copa MX                 | Puebla FC   | México | 2015 |
| Ascenso MX              | Cafetaleros | México | 2018 |
| Final Temporada 2017-18 | Cafetaleros | México | 2018 |